# Leonhard Krenzheim
Leonhard Krenzheim (auch Krentzheim; * 16. September 1532 in Iphofen; † 12. Dezember 1598 in Fraustadt) war ein deutscher evangelischer Pfarrer und Theologe. Wissenschaftlich machte er sich als Chronologe einen Namen. Sein Hauptwerk, die auf Deutsch verfasste Chronologia. Das ist Gründtliche und Fleissige Jahrrechnung, erschien 1576/77.

## Leben
In älterer Literatur wird postuliert, dass er einem fränkischen Adelsgeschlecht Krentzheim von Iphofen entstammte.
Krenzheim, Sohn eines Bäckers, besuchte die Schulen in Kitzingen und Nürnberg. 1551 bezog er die Universität Wittenberg, wo er bei Philipp Melanchthon studierte und 1553 den akademischen Grad eines Magisters der Philosophie erwarb. Von Melanchthon nach Schlesien empfohlen, wurde er am 7. November 1553 in Liegnitz zum Diaconus an der Marienkirche ordiniert. 1560 wechselte er an die Johanniskirche und wurde Hofprediger des Liegnitzer Herzogs Heinrich XI. Ab 1566 Pastor an der Marienkirche, rückte er 1572 in das Pfarramt der Peter-und-Paul-Kirche und das Amt des Superintendenten auf.
Als Philippist war er den Anhängern der lutherischen Orthodoxie ein Dorn im Auge. In den theologischen Auseinandersetzungen der damaligen Zeit wurde er 1573 von Jakob Colerus (1537–1612) öffentlich des Kryptocalvinismus beschuldigt. Dagegen konnte er sich jedoch erfolgreich verteidigen. Auch in der Folgezeit erfolgten Angriffe. 1582/83 flammte der Streit mit den überwiegend gnesiolutherisch gesinnten Pfarrern erneut auf, und 1590 wurde die Lage bedrohlich. Nach negativen Gutachten verschiedener Fakultäten wurde Krenzheim 1593 durch Herzog Friedrich IV. von seinen Ämtern abberufen.
Krenzheim fand zunächst im böhmischen Rognitz eine neue Stelle und wurde von dort 1595 nach Fraustadt berufen, wo er 1598 im Alter von 66 Jahren starb. An den Kaiser hatte er sich erfolglos um Wiedereinsetzung gewendet.
Das Schicksal des Superintendenten wird in der Schrift Vas Heidelbergense des reformierten Pfarrers Anton Praetorius erwähnt, um zu zeigen, wie heftig die Auseinandersetzungen zwischen Lutheranern und Reformierten geführt wurden und welche Konsequenzen Geistlichen drohten, wenn sie Sympathie für die Glaubensüberzeugungen der Calvinisten äußerten. Ähnliches ist von dem Astronomen Johannes Kepler überliefert.
Seine Werke wurden 1596 durch die römisch-katholische Glaubenskongregation auf den Index der verbotenen Bücher gesetzt.

## Schriften (Auswahl)
- Chronologia. Das ist Gründtliche und Fleissige Jahrrechnung: sampt verzeichnung der fürnemsten Geschichten, Verenderungen und Zufell, so sich beyde in Kirchen und Welt Regimenten zugetragen haben, zu jeder Zeit, von anfang der Welt, biß auff unsere, Beyde aus heiliger Göttlicher Schrift, und andern glaubwirdigen und bewerten Historien, so wol aus dem Calculo Astronomico genommen, und treulich zusammen gezogen, Görlitz 1576/77.